# Louis Tussaud's Wax Museum
Louis Tussaud's Wax Museum var et museum med voksfigurer i København ved siden af Tivoli.
Museet blev oprettet i det tidligere kunstindustrimuseum i 1974 som en del af en mindre britisk kæde grundlagt af den bedre kendte Madame Tussaud's oldesøn – Louis Tussaud. Kædens første filial lå i Blackpool, England. I august 2007 lukkede kædens nye ejere – Ripley Entertainment – den københavnske filial.

## Ekstern henvisning
- Louis Tussaud's Wax Museum

55°40′30″N 12°34′6.9″Ø / 55.67500°N 12.568583°Ø